# Alfabetyczny spis
Alfabetyczny spis - debiutancki album studyjny polskiego rapera i producenta muzycznego Nowatora. Wydawnictwo ukazało się 21 października 2005 roku nakładem wytwórni muzycznej Camey Studio. Produkcji nagrań podjęli się sam Nowator, a także DNA, RX, EMER, Camey, David Gutjar oraz Teka. Z kolei wśród gości na płycie znaleźli się m.in. Lerek, Onar, Ten Typ Mes oraz Pih.
Płyta była promowana teledyskami do utworów "Przez chwilę" i "Czemu tak jest". Pierwsza z piosenek zyskała pewną popularność w kraju plasując się na 1. miejscu Listy Przebojów Polskiego Radia Pomorza i Kujaw.

## Lista utworów
Opracowano na podstawie materiału źródłowego.
1. "Automatyczna sekretarka" (produkcja: Nowator)
2. "Bez konkurencji" (produkcja: Nowator)
3. "Czemu tak jest" (produkcja: DNA, gościnnie: Lerek)
4. "Dwuznaczność słów" (produkcja: Nowator)
5. "Enter do płyty" (produkcja: Nowator)
6. "Film" (produkcja: Nowator)
7. "Gdzie byłaś" (produkcja: Nowator)
8. "Hola" (produkcja: RX, gościnnie: Onar)
9. "Istotne" (produkcja: Nowator)
10. "Ja wiem" (produkcja: EMER)
11. "Każdy to wie" (produkcja: Nowator)
12. "Latino kobieta (produkcja: Camey, gościnnie: Chix, Los Locos)
13. "Myśli przerzucam" (produkcja: David Gutjar)
14. "Najlepiej Jak Potrafisz" (produkcja: Nowator)
15. "Otwórz te drzwi" (produkcja: Nowator, gościnnie: Ten Typ Mes, Pih)
16. "Przez chwilę" (produkcja: Camey)
17. "Representant" (produkcja: EMER)
18. "Spójrz mi w oczy" (produkcja: Nowator, gościnnie: Jogi)
19. "To tylko złudzenie" (produkcja: Nowator)
20. "Ustaw na full" (produkcja: Nowator)
21. "Ważne słowa" (produkcja: Teka)
22. "Znasz to" (produkcja: Nowator, gościnnie: Teka)
23. "Moja panienka" (Album Version) (produkcja: Nowator, gościnnie: Lerek)